# Джильтемесай
Джильтемеса́й (узб. Jiltemasoy/Жилтемасой) — горная река (сай) в Нуратинском районе Навоийской области Узбекистана, левый приток сая Каламджар (в настоящее время иссякает, не доходя до него). В нижнем течении носит название Чуяса́й (узб. Chuyaasoy/Чуясой).

## Общее описание
Длина Джильтемесая равна 18 км, площадь бассейна — 25 км².

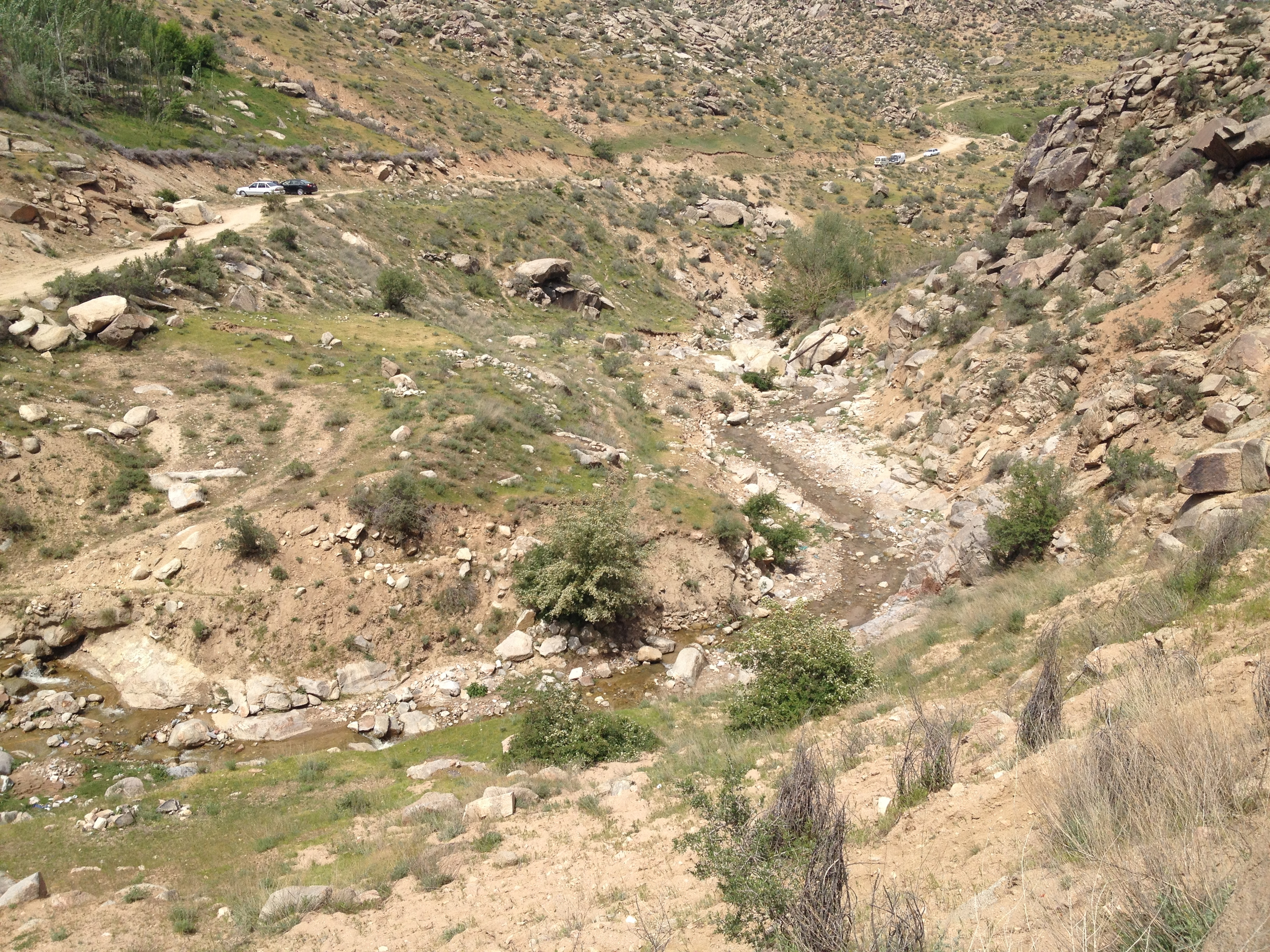
Долина Джильтемесая

Среднегодовой расход воды составляет 80—100 л/с. При этом полноводность сая увеличивается с февраля по апрель, а в мае, и, особенно, в июне, снижается. Питание реки смешанное: прежде всего, дождевое, частично снеговое и родниковое. Благодаря большому количеству родников в бассейне, водоток в верхнем и среднем течении не высыхает полностью на протяжении всего года.

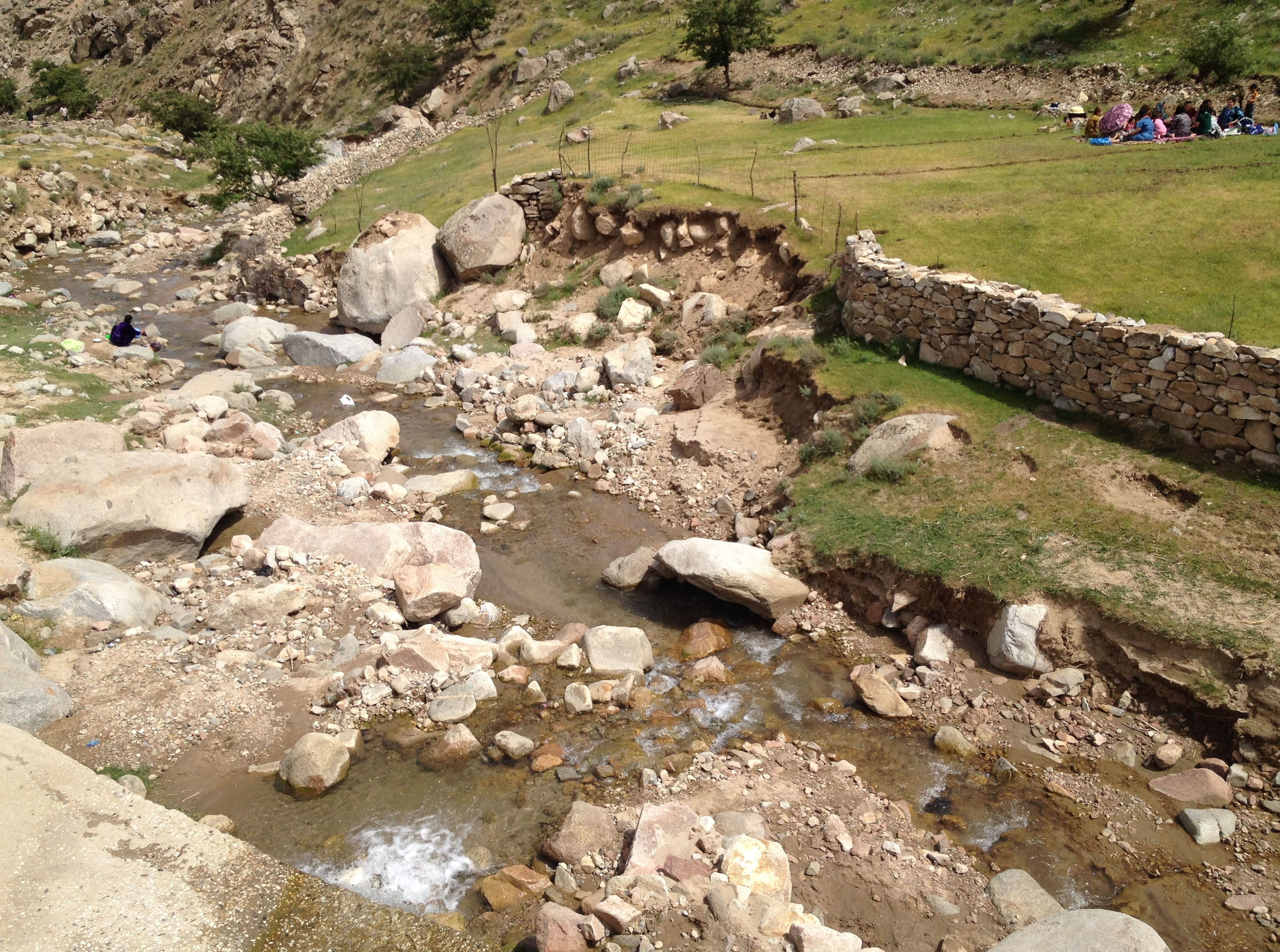
Слияние Джильтемесая (слева) с притоком Киричсай (справа)

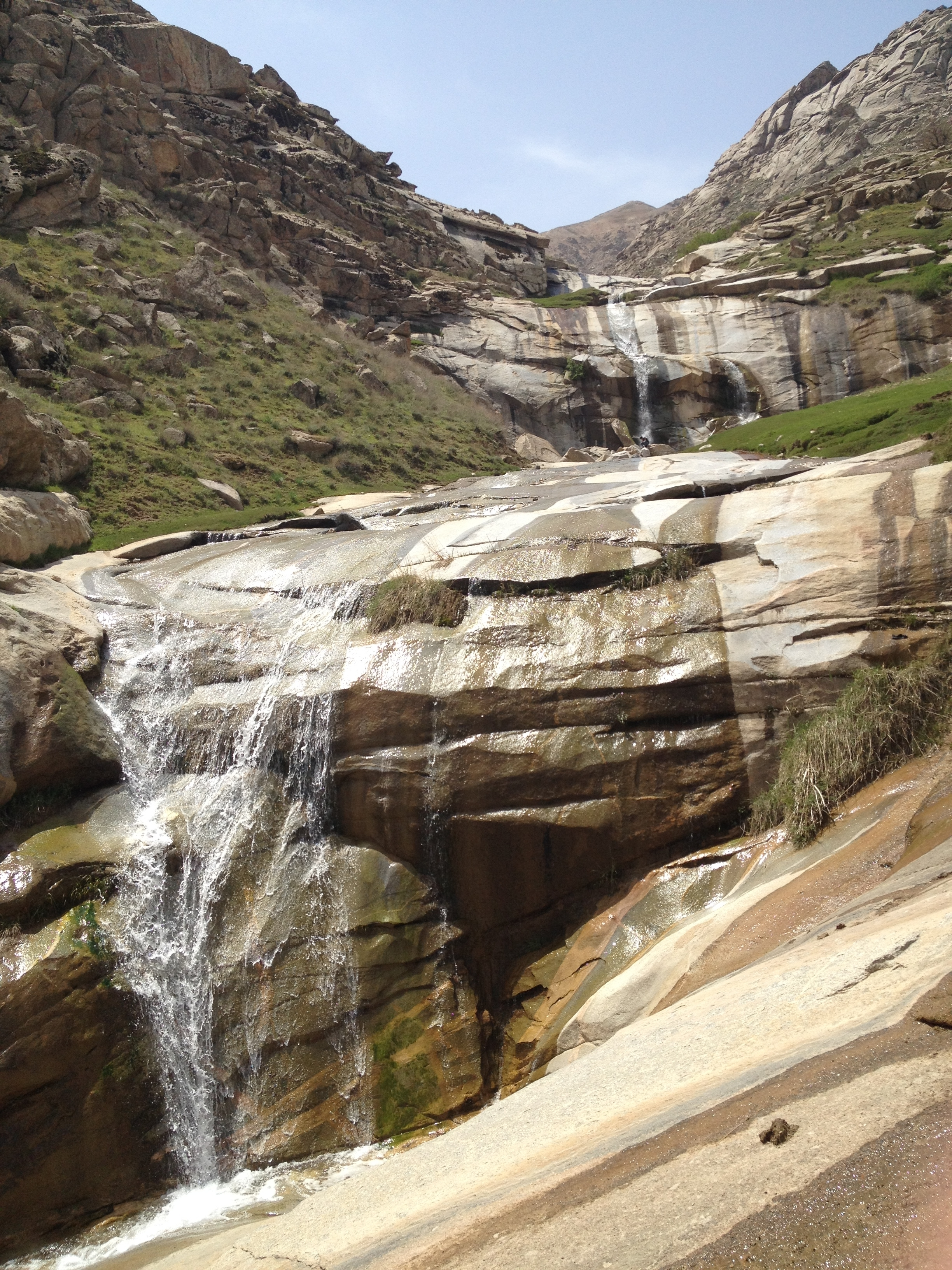
Водопад на левом притоке Джильтемесая

## Течение реки
Джильтемесай образуется на северном склоне хребта Актау, у северной окраины кишлака Лянгар на высоте около 1300—1500 м. Течёт в общем северо-восточном направлении, на отдельных участках — приблизительно к востоку. Бассейн реки с северо-востока ограничен горной цепью Кошдерген.
По течению сая расположены населённые пукты Каратут, Дара, Чуя. За населённым пунктом Дара сливается с крупным притоком Киричсай, приобретает название Чуясай и выходит из гор на Нуратинскую равнину. В районе Чуи вода в реке иссякает (от неё отходит канал Чуяарык), далее она продолжается как сухое русло. Ниже сай пересекает автодорогу Р-55.
Джильтемесай считается притоком сая Каламджар, однако не доходит до него даже в качестве сухого русла. Русло Чуясая исчезает у колодца Сапарниязкудук в 3 км к юго-западу от кишлака Сайкичар, стоящего на берегу Каламджара. Концевая точка находится на высоте около 650 м.

## Притоки Джильтемесая
Притоком Джильтемесая является Киричсай, впадающий слева, за населённым пунктом Дара.